# نکسانز

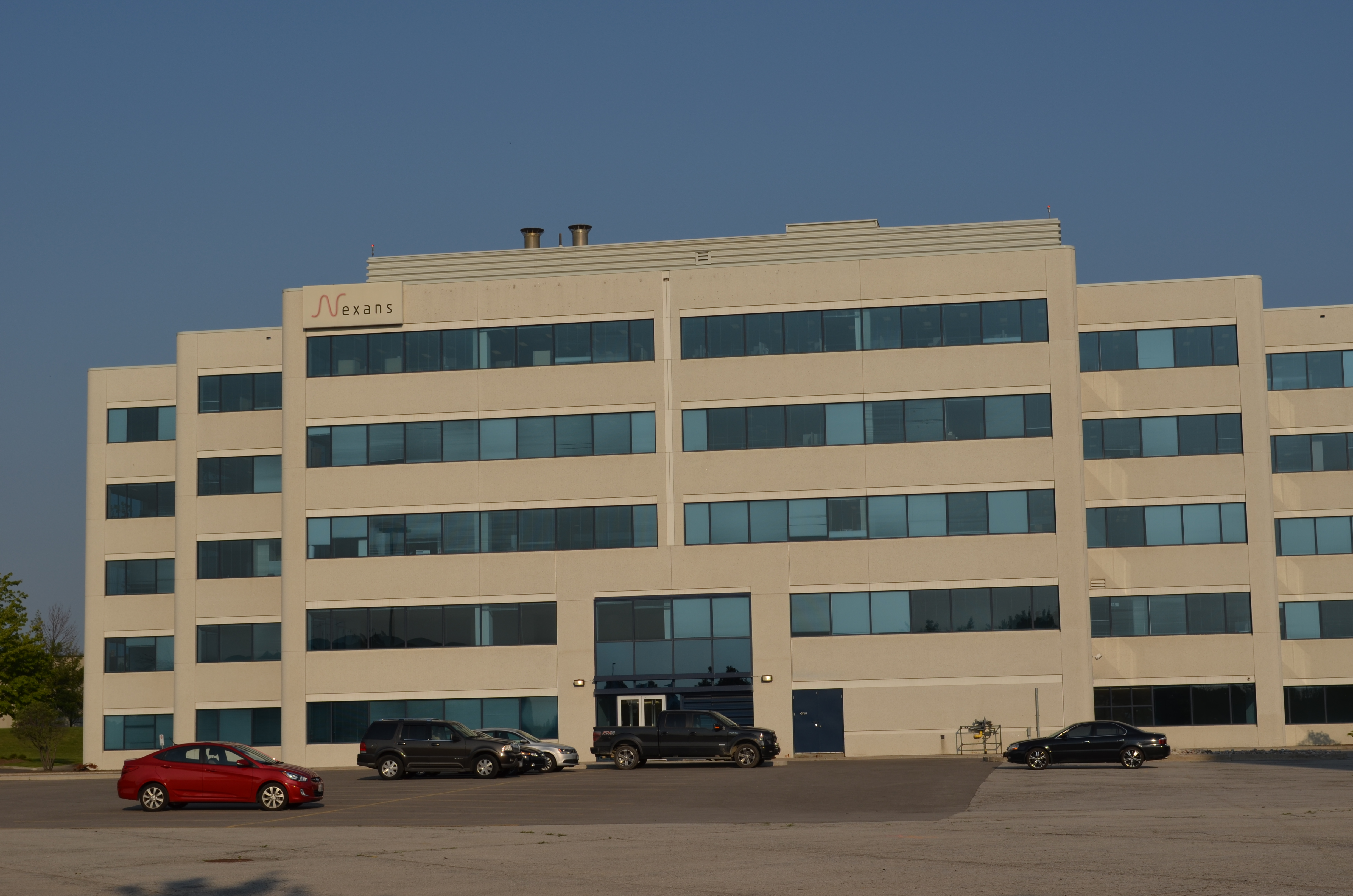
ساختمان اداری نکسانز کانادا

نکسانز (به انگلیسی: Nexans) شرکت خدمات برق فرانسوی است، که در زمینه تولید کابل‌های برق، کابل‌های فیبر نوری، سخت‌افزار شبکه‌های رایانه‌ای و کابل‌های مخابراتی فعالیت می‌نماید.
شرکت نکسانز در سال ۲۰۰۰ از دارایی‌های بخش تولید کابل‌های شرکت آلکاتل-لوسنت تأسیس شد، سپس با خریداری و ادغام چندین شرکت کابل‌سازی فرانسوی توسعه پیدا کرد. این شرکت هم‌اکنون دارای عملیات در ۴۰ کشور می‌باشد و پس از شرکت ایتالیایی پریسمیان، به‌عنوان دومین تولیدکننده انواع کابل‌ها در جهان محسوب می‌شود.
دفتر مرکزی این شرکت در شهر پاریس، فرانسه قرار دارد و بخشی از سهام آن در بازار بورس یورونکست پاریس معامله می‌شود.